# Кудряшёв, Серафим Николаевич
Серафим Николаевич Кудряшёв (1907—1943) — советский геоботаник.

## Биография
Родился 29 августа 1907 года в Казани. Учился в Среднеазиатском государственном университете у М. Г. Попова и Е. П. Коровина, окончил его в 1929 году. С 1928 года работал заведующим ботаническим отделом Среднеазиатского музея природы. В 1930 году Кудряшев был назначен директором опытной станции эфирномасличных культур и специалистом ботанического сада САГУ, вскоре стал заместителем его директора. Серафим Николаевич принимал участие в основании Таджикского ботанического сада.
В 1935 году С. Н. Кудряшев перешёл в Комитет наук при совнаркоме Узбекистана, впоследствии расформированном в Узбекский филиал АН СССР. В 1936 году он получил степень кандидата биологических наук, в 1937 — сельскохозяйственных наук. С 1940 года занимался преподавательской деятельностью на факультете ботаники Ташкентского педагогического института. В 1942 году Серафим Николаевич был назначен директором Института ботаники и почвоведения.
3 апреля 1943 года скончался в Ташкенте.

## Некоторые таксоны растений, названные в честь С. Н. Кудряшёва
- Kudrjaschevia Pojark. (1953)
- Astragalus kudrjaschovii A.S.Korol. (1937)
- Euphorbia kudrjaschevii (Pazij) Prokh. (1949)
- Hedysarum kudrjaschevii Korotkova (1947)
- Salvia kudrjaschevii (Gorschk. & Pjataeva) Sytsma (2017)
- Silene kudrjaschevii Schischk. (1936)